# Żywe szachy

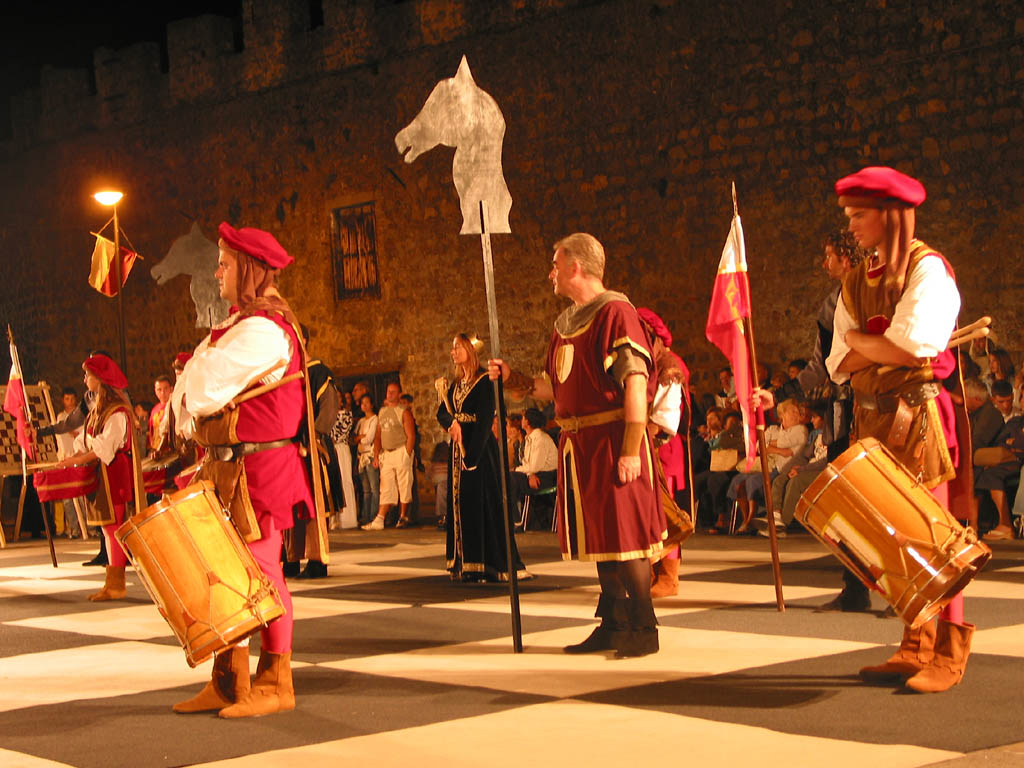
Żywe szachy, Włochy

Żywe szachy – rozgrywanie partii szachów na dużej szachownicy za pomocą osób przebranych za bierki szachowe.
Stanowią one atrakcyjną formę widowiska, toteż zwykle towarzyszy im bogata oprawa kostiumowa, ilustracja muzyczna. Zwykle nie rozgrywa się partii "naprawdę", ale inscenizuje się partie ułożone uprzednio. Najczęściej odtwarza się sławną partię szachową z przeszłości, np. nieśmiertelną partię.
Widowiska znane były już w czasach średniowiecza w Indiach, Chinach i Wietnamie oraz krajach arabskich.
Na ziemiach europejskich pojawiły się na przełomie VII–VIII wieku za panowania Karola Młota. 
Widowiska "żywych szachów" dostarczały tematów: pisarzom (np. opowiadanie Sławomira Mrożka Szach), filmowcom, a także twórcom teatralnym (np. balet Szach-mat).